# Mont (Saône-et-Loire)
Mont település Franciaországban, Saône-et-Loire megyében. Lakosainak száma 168 fő (2022. január 1.). Mont Maltat, Bourbon-Lancy, Chalmoux és Grury községekkel határos.

## Népesség
A település népességének változása:
| Lakosok száma | 211  | 211  | 202  | 186  | 174  | 170  | 166  | 163  | 168  |
|               | 2013 | 2015 | 2016 | 2017 | 2018 | 2019 | 2020 | 2021 | 2022 |